# Hestimidius humeralis
Hestimidius humeralis là một loài bọ cánh cứng trong họ Cerambycidae.